# Zoo Keeper
Zoo Keeper es un videojuego de lógica para la Nintendo DS desarrollado por la compañía japonesa Success. A su vez, la compañía encargada de publicar el juego en el mercado estadounidense y europeo fue Ignition Entertainment.
El juego fue lanzado en España el 11 de marzo de 2005, es decir, el día del lanzamiento oficial en Europa de la Nintendo DS.
Anteriormente al juego de Nintendo DS, Zoo Keeper había salido también a la venta para las consolas Game Boy Advance y PlayStation 2 en el mercado japonés con el nombre de "Zooo"; aunque la versión para Nintendo DS fue la primera en ser publicada en Europa y América. 
Sin embargo el primer Zoo Keeper fue una versión en línea creada con la tecnología flash por Robot Communications en el año 2002.
Existe también una versión para teléfonos móviles distribuida por Namco Bandai Networks Europe que está disponible en España a través de Movistar Emoción.